# Spaanse Burgeroorlog

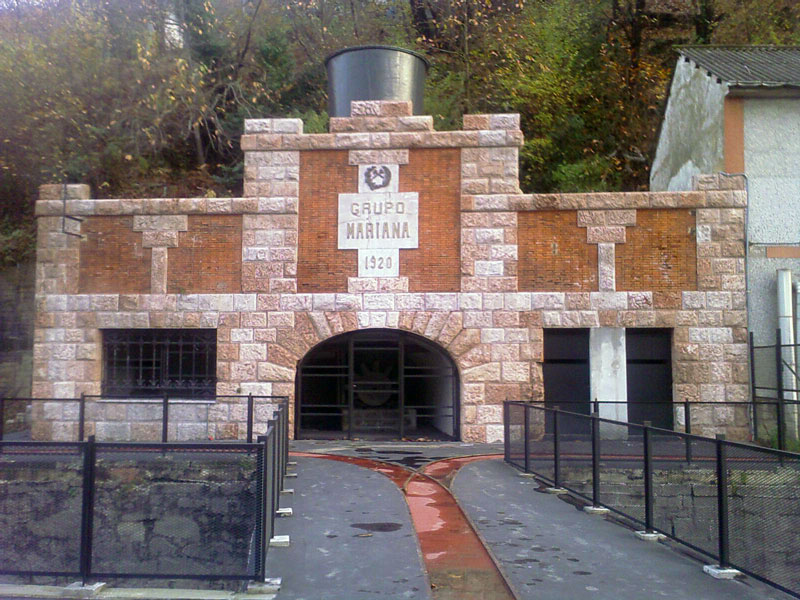
Een kolenmijn in Asturië

De Spaanse Burgeroorlog was een conflict dat uitgevochten werd in Spanje van 17 juli 1936 tot 1 april 1939, waarin verschillende ideologische en politieke stromingen zich tegen elkaar keerden in een strijd om de controle over Spanje.
Enkele bijzonderheden aan deze burgeroorlog waren onder meer de unieke belangrijke rol van anarchisten. De anarchisten kwamen in de opstand tegen het nationalistische regime geleid door generaal Francisco Franco en slaagden daarbij in de kortstondige vestiging van een anarcho-syndicalistische vrijstaat in Barcelona. Andere bijzonderheid waren de deelname van buitenlandse vrijwilligersbrigades en militaire eenheden van de buitenlandse mogendheden Duitsland en Italië. Na de "Anschluss" van Oostenrijk in 1938 werd een deel van de voormalige Oostenrijkse luchtmacht door Duitsland ingezet om de nationalisten te ondersteunen. De Luftwaffe, de Duitse luchtmacht, speelde een cruciale rol in het bieden van luchtondersteuning en bombardementsvluchten. Deze worden alom beschouwd als een doorslaggevende factor in de overwinning van de nationalisten. De overmacht in luchtsteun gaf Franco strategische voordelen, waardoor hij in staat was om belangrijke steden in te nemen en de opstanden van de republikeinen effectief te onderdrukken. Deze militaire steun droeg bij aan de overwinning van de nationalisten in 1939. 
De oorlog begon na een pronunciamiento (oppositieverklaring) van een groep rechtse generaals onder leiding van José Sanjurjo tegen de regering van de Tweede Spaanse Republiek, op dat moment onder leiding van president Manuel Azaña. De militaire staatsgreep werd gesteund door conservatieve groepen als de CEDA, monarchisten zoals de religieus-conservatieve carlisten, en de fascistische falangisten. De generaals hadden autoritaire en anti-separatistische inspiratiebronnen. Aan nationalistische zijde waren er sterke anti-Baskische en anti-Catalaanse gevoelens.
Na de slechts gedeeltelijk succesvolle staatsgreep was Spanje militair en politiek verdeeld. Vanaf dat moment voerde generaal Francisco Franco een langdurige oorlog tegen de gevestigde regering, omdat de trouwe aanhangers van de linkse republikeinse regering de rebellen bevochten voor de controle over het land. De generalen (nacionales) kregen de steun van nazi-Duitsland en het koninkrijk Italië, evenals van het naburige Portugal, terwijl de Sovjet-Unie en Mexico hun steun gaven aan de republikeinse regering. Een belangrijke bijdrage leverde de Duitse luchtmacht, de Luftwaffe, die reeds voor de machtsovername van de nazi's heimelijk had getraind in Lipetsk in de Sovjet-Unie, dat in deze oorlog de andere kant steunde.
Bloedige zuiveringen deden zich voor in delen van Spanje die veroverd werden door de nationalisten om het toekomstige regime van Franco te consolideren, terwijl gelijkaardige moorden plaatsvonden in gebieden die veroverd werden door de republikeinen. Tienduizenden burgers aan beide kanten werden vermoord wegens hun politieke of religieuze standpunten, en na het einde van de oorlog in 1939 werden diegenen die geassocieerd werden met de verliezende republikeinen vervolgd door de zegevierende nationalisten.
De oorlog eindigde met een overwinning voor de conservatieve nationalisten, het omverwerpen van de democratische regering, en de ballingschap van duizenden linkse Spanjaarden, van wie velen vluchtten naar vluchtelingenkampen in Zuid-Frankrijk, onder andere Le Vernet. Met de oprichting van een dictatuur onder leiding van generaal Francisco Franco in de nasleep van de omwenteling, fuseerden alle rechtse partijen in de structuur van het Franco-regime. Franco overleed in 1975.

## Aanloop tot de burgeroorlog
In 1931 werd in Spanje de Republiek uitgeroepen door een revolutionair comité onder leiding van Alcalá Zamora toen er na afloop van de gemeenteraadsverkiezingen rellen uitbraken en koning Alfons XIII het land ontvluchtte. Het revolutionair comité riep zichzelf uit tot interim-regering met Alcalá Zamora als staatshoofd. Hoewel formeel een democratie, was het land politiek instabiel, wat veroorzaakt werd door sterke tegenstellingen tussen links en rechts.
Aanvankelijk had links de meerderheid. In 1931 werd een linkse grondwet aangenomen, met als gevolg landhervormingen en een sterk antiklerikale wetgeving. De overheid betaalde niet meer de lonen van de priesters; burgerlijk huwelijk werd toegestaan en echtscheiding werd mogelijk. Lokaal werd hier en daar spontaan overgegaan tot collectivisatie. Betrokkenen bij de aan de republiek voorafgaande dictatuur van Miguel Primo de Rivera onder koning Alfons XIII werden gestraft. In april 1931 publiceerde de Spaanse aartsbisschop Pedro Segura een bisschoppelijke brief tegen het voornemen om vrijheid van godsdienst en de scheiding tussen kerk en Staat in te voeren. Op 3 juni 1931 stuurden de Spaanse bisschoppen een brief waarin ze de scheiding tussen kerk en staat en de afschaffing van de verplichte katholieke lessen op basisscholen bekritiseerden.
Op 10 augustus 1932 pleegde generaal José Sanjurjo een mislukte rechtse staatsgreep tegen de republiek. De staatsgreep was voornamelijk gericht tegen het autonomiestatuut van Catalonië. De staatsgreep van Sanjurjo werd gesteund door de carlistische en alfonsistische monarchisten. Sanjurjo had toezeggingen gekregen van Benito Mussolini dat hij Italiaanse diplomatieke steun zou krijgen als de staatsgreep zou slagen. Sanjurjo werd aanvankelijk tot de doodstraf veroordeeld, maar die straf werd omgezet in een gevangenisstraf. In maart 1934 verleende de Lerroux-regering hem amnestie en hij ging in Portugal in ballingschap.
In november 1933 wonnen de rechtse partijen de verkiezingen, waarna veel maatregelen werden afgezwakt of teruggedraaid. Op 31 maart 1934 hadden generaal Emilio Barrera en afgevaardigden van de alfonsisten en carlisten een ontmoeting met Mussolini. Hoewel er ideologische verschillen bestonden tussen de verschillende Spaanse afgevaardigden, vond Mussolini dit niet erg zolang het verbond een monarchistisch en corporatistisch karakter zou hebben. Mussolini beloofde 1,5 miljoen peseta’s, 20 000 granaten en 200 machinegeweren.
Toen in oktober 1934 de zeer rechtse (semifascistische) CEDA tot de regering toetrad kwamen in diverse delen van het land linkse krachten in opstand. Hierbij werd onder andere een groot aantal kerken en kloosters geplunderd en verbrand. Op verschillende plekken braken stakingen en opstanden uit die gepaard gingen met geweld en aanvallen op kazernes van de Guardia Civil en openbare gebouwen. De linkse leider Largo Caballero had begin oktober opgeroepen tot een revolutie van de massa's. Zover was het echter niet gekomen zoals hij moest erkennen. De opstand, waarin onder meer Catalonië zich onafhankelijk verklaarde, werd de kop ingedrukt na het uitroepen van de staat van beleg en uiterst hard optreden door de politietroepen. Alleen al in de mijnstreek Asturië had de revolutie meer dan duizend slachtoffers gekost en grote materiële schade veroorzaakt. Daarna werden duizenden arbeiders ontslagen omdat ze hadden deelgenomen aan de opstand. Ook werden duizenden gevangengezet tot in januari 1935 de staat van beleg werd opgeheven. Twintig mensen werden ter dood veroordeeld. Uiteindelijk werden twee vonnissen voltrokken. Er werd een nieuwe regering gevormd met vijf CEDA-leden in het kabinet, met generaal Banjul als ondersecretaris en Franco als bevelhebber van de generale staf. Deze regering draaide veel van de progressieve republikeinse maatregelen terug; kerkelijke bezittingen werden teruggegeven en grootgrondbezitters werden schadeloos gesteld voor de landonteigeningen. Militant links, waaronder Largo Caballero, was na de tijdelijke gevangenzetting verder geradicaliseerd en bereid de strijd aan te gaan. De conservatieven werden door uitspraken van Largo Caballero als "ik wil een Republiek zonder klassenstrijd, maar daarvoor moet één klasse verdwijnen" bevestigd in hun geloof dat ze alles moesten doen om de aangekondigde "dictatuur van het proletariaat" te verhinderen.
Voordat in december 1935 een nieuwe regering werd aangesteld om de verkiezingen voor te bereiden, probeerde Gil-Robles om Franco en andere generaals te peilen voor het uitroepen van een staat van beleg om de beëdiging van de nieuwe regering te voorkomen, maar de generaals waren van mening dat er te weinig steun zou komen vanuit de soldaten en de lagere officieren.
In februari 1936 waren er nieuwe verkiezingen waarin het ging tussen de linkse alliantie Frente Popular (Volksfront) en het rechtse blok van de CEDA, het 'nationale contrarevolutionaire front', gesteund door de clerus. Links speelde in op de angst voor de "falangisten" en rechts op angst voor een bolsjewistische revolutie. Beide partijen gebruikten apocalyptische retoriek, wat de verwachting voedde dat er uiteindelijk een gewelddadige oplossing zou komen en geen politieke meer mogelijk was. De linkse krachten, verenigd in het Volksfront, wonnen met krappe meerderheid. Mogelijk mede doordat in het jaar ervoor de lonen van de arbeiders waren verlaagd. De verkiezingen van februari 1936 verliepen rustig en zonder problemen. De monarchistische krant ABC schreef op 17 februari 1936 dat de verkiezingen verliepen "zonder bedreigingen en zonder schandalen. Iedereen heeft gestemd wat hij wilde in absolute vrijheid." Na de verkiezingen van februari 1936 probeerde Franco de demissionaire premier Manuel Portela Valladares te overtuigen om een staat van beleg af te kondigen en te weigeren om het Volksfront als regering te benoemen. Er kwam een nieuwe linkse regering onder leiding van Manuel Azaña. Leden van de partijen Izquierda Republicana, Unión Republicana, Esquerra Republicana de Catalunya en Galicische autonomisten vormden de minderheidsregering. De regering werd gesteund door de andere partijen van het Volksfront in het parlement, zoals de Spaanse Socialistische Arbeidspartij en de Communistische Partij van Spanje. De regering gaf alle resterende gevangenen van de oktoberrevolutie amnestie, herstelde de socialistische raden, hervatte de confiscatie van land van de grootgrondbezitters en zegde toe dat alle arbeiders die hun baan kwijt waren geraakt ten gevolge van de oktoberrevolutie weer naar hun werk terug zouden kunnen. In het land heerste echter een chaotische situatie en stakingen en gewelddadigheden namen toe. De op zich niet zeer radicale regering kon of wilde niet optreden tegen excessief antiklerikaal geweld van de kant van extreemlinkse groeperingen.
Ook kon de regering niet het rechtse geweld stoppen. In april 1936 werd Spanje opgeschrikt door een reeks aanslagen. Het eerste slachtoffer was de rechter Manuel Pedregal die werd vermoord door een aanhanger van de rechtse Falange, omdat hij een falangist had veroordeeld tot dertig jaar cel voor de moord op een linkse krantenverkoper. Op 14 april ontplofte een bom tijdens een militaire optocht ter ere van het vijfjarige bestaan van de Republiek, waarna een schietpartij ontstond tussen falangisten en de Guardia de Asalto. Ook eiste de Falange de moord op journalist Luciano Malumbres in Santander, de moord op Manuel Andrés in San Sebastian en de moord op de socialist Carlos Faraudo uit Madrid op. Op 14 maart 1936 mislukte een aanslag op Largo Caballero door de Falange. Wegens de mislukte aanslag werd de Falange verboden. Op dezelfde dag hadden Franco en Falange-leider José Antonio Primo de Rivera een ontmoeting om een gezamenlijk actieplan op te stellen. In de lente van 1936 werd een verbond gesloten tussen de carlisten, falangisten, alfonsistische monarchisten en rechtse officieren. José Antonio Primo de Rivera had in juni definitief toegezegd dat de Falange de opstand van Franco en Mola zou steunen. Mola had al bevolen dat de opstand tussen 10 en 20 juli plaats zou vinden. Op 16 april schoten falangisten met machinegeweren op arbeiders in Madrid, waarbij drie arbeiders werden gedood en ongeveer veertig werden gewond.
Elke linkse groepering begon zijn eigen militie op te zetten, een ongekend aantal mensen liep daardoor gewapend rond. Ook de falangisten, de monarchisten en carlisten begonnen zich haastig te bewapenen. Op 1 juni werd een stakingsmars van bouwvakkers beschoten door falangisten. Uit wraak werden drie lijfwachten van José Antonio Primo de Rivera – de leider van de Falange – vermoord door anarchisten. Er leek een vicieuze cirkel van geweld te ontstaan.
Volgens CEDA-leider Gil Robles bedroeg de door revolutionairen veroorzaakte verwoesting tussen de verkiezingen in februari en 16 juni 1936: 170 kerken totaal verwoest (door plundering en brandstichting), 269 hoofdzakelijk politieke moorden en 1287 gewonden door politiek geïnspireerde aanslagen. Critici beweren dat Gil Robles ook de moorden van de rechtse Falange ten onrechte aan de linkse revolutionairen toebedeelde. De economie begon sterk te stagneren, arbeiders stelden enorme looneisen, de werkloosheid nam toe en de peseta daalde sterk in waarde. De regering begon het leger te reorganiseren zodat onwelgevallige legerleiders zoals Franco minder belangrijke posten kregen. Met het snoeien in het uitgebreide en dure opperofficierenbestand was voor veel legerofficieren echter de maat vol.
Op 12 juli 1936 werd luitenant José Castillo van de politieenheid Guardia de Asalto vermoord door falangisten. Castillo was lid van de socialistische partij. De volgende dag werd uit wraak de leider van de monarchistische fractie in het parlement José Calvo Sotelo door leden van de Guardia de Asalto van huis opgehaald en vervolgens vermoord. Zijn lijk werd in een park achtergelaten. Op het moment van de moord op Calvo Sotelo in Madrid was al een vliegtuig op weg naar Las Palmas om generaal Franco op te halen, om hem naar Tetuán te brengen om zich bij het Leger van Afrika te voegen. De coupplegers probeerden echter later de opstand te rechtvaardigen door te wijzen op de moord van Sotelo door politieagenten.
Een groep officieren, aanvankelijk geleid door Emilio Mola, zette op 17 juli 1936 een staatsgreep in gang. De voorafgaande moord op de monarchistische politicus José Calvo Sotelo op 12 juli vormde formeel de aanleiding, maar de werkelijke reden was het naar hun mening onmachtige bestuur in Spanje en het afglijden naar anarchie. De plannen voor een coup lagen al geruime tijd klaar. Het leger van Spaans-Marokko onder leiding van Francisco Franco was onderdeel van de militaire opstand, maar kon de Straat van Gibraltar niet oversteken doordat de marine de republikeinse regering trouw bleef. Hitler en Mussolini stuurden daarop transportvliegtuigen die de koloniale troepen in de eerste luchtbrug in de geschiedenis overvlogen naar Burgos. Vanuit Burgos rukte Franco op naar het noorden.

## De eerste weken, tot eind 1936

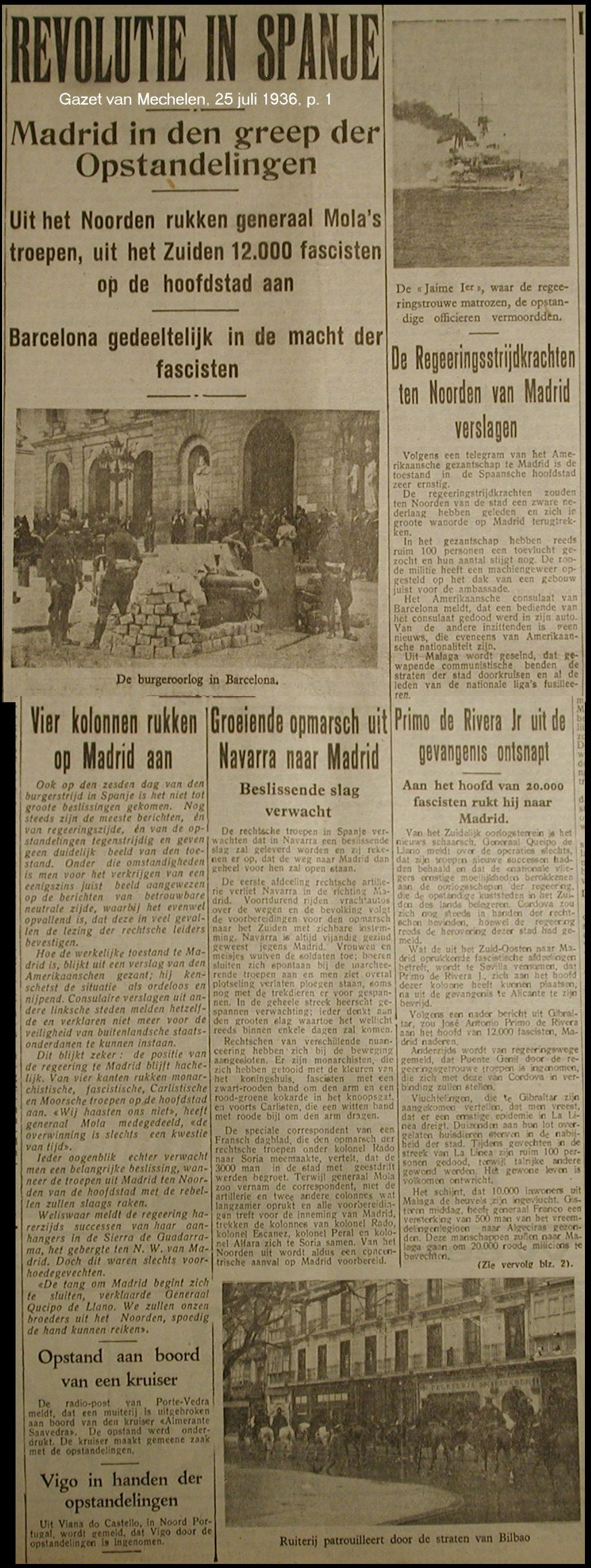
12 000 fascisten rukken op naar Madrid in Gazet van Mechelen, 25 juli 1936

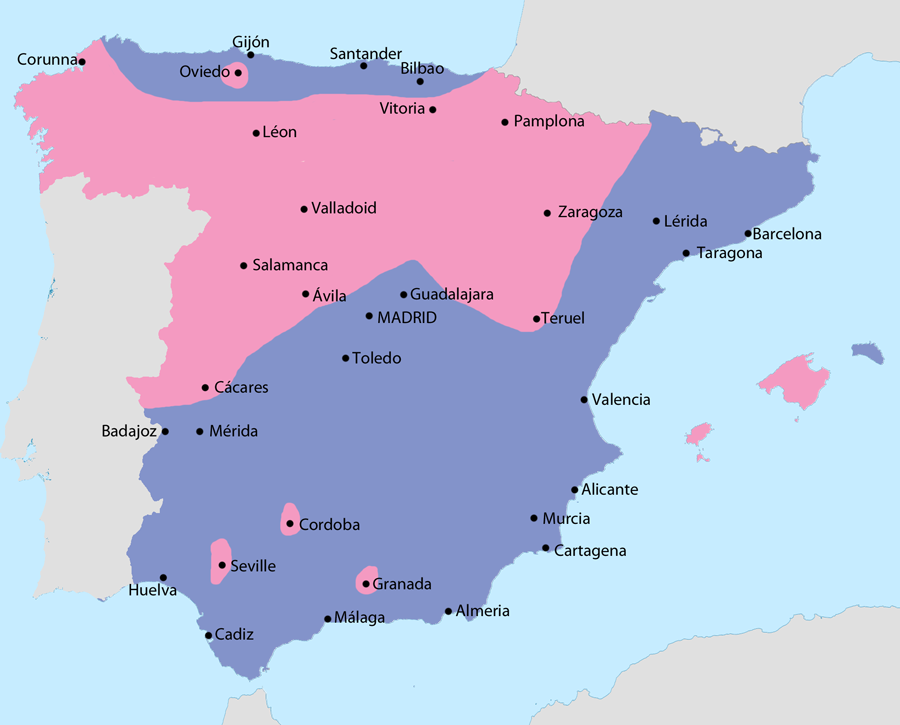
Kaart van Spanje rond 20 juli 1936:
Gebied onder nationalistische controle
Gebied onder republikeinse controle

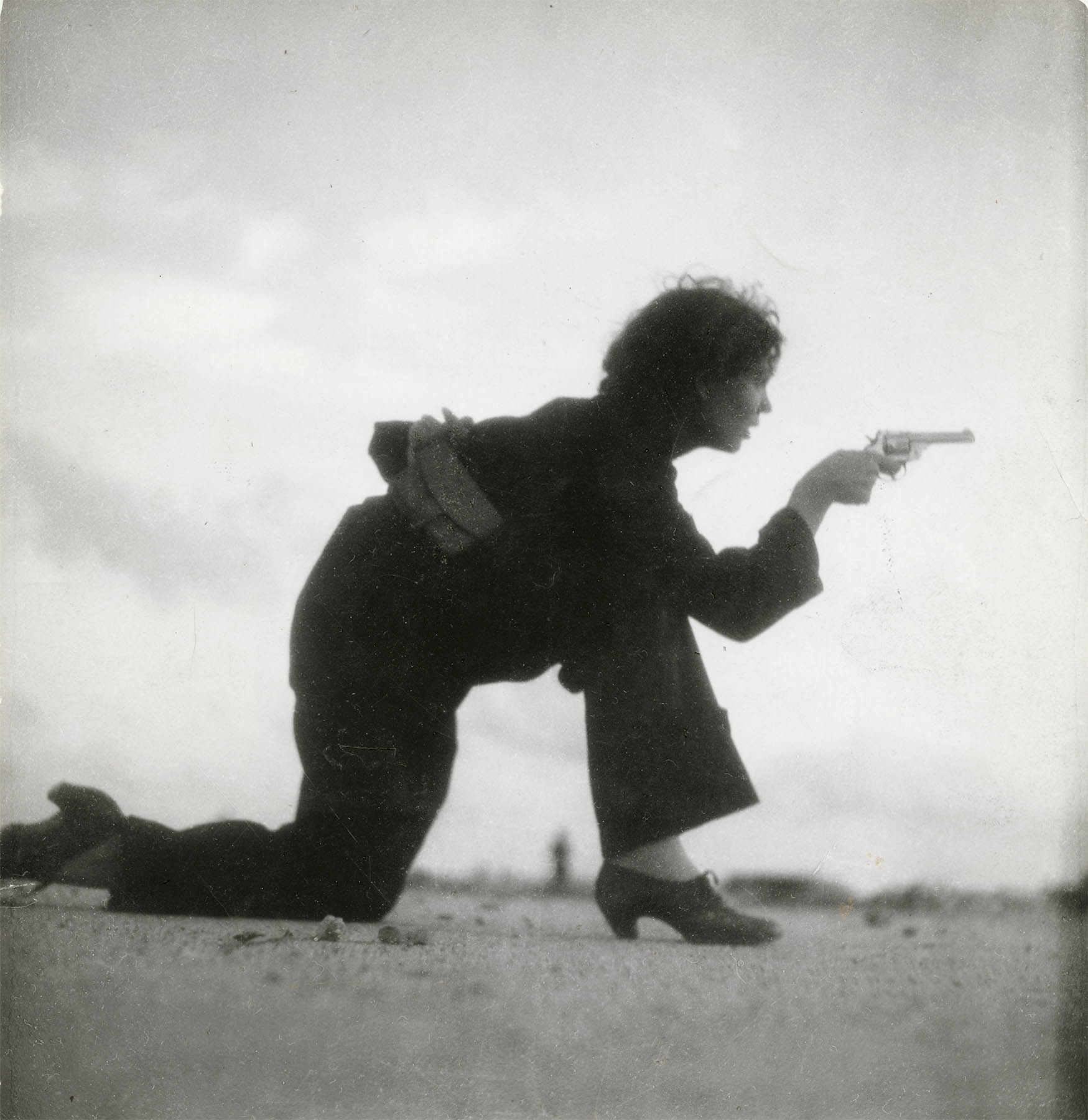
Vrouw oefent in het schieten van een revolver, in een republikeins trainingskamp. Augustus 1936. Foto: Gerda Taro

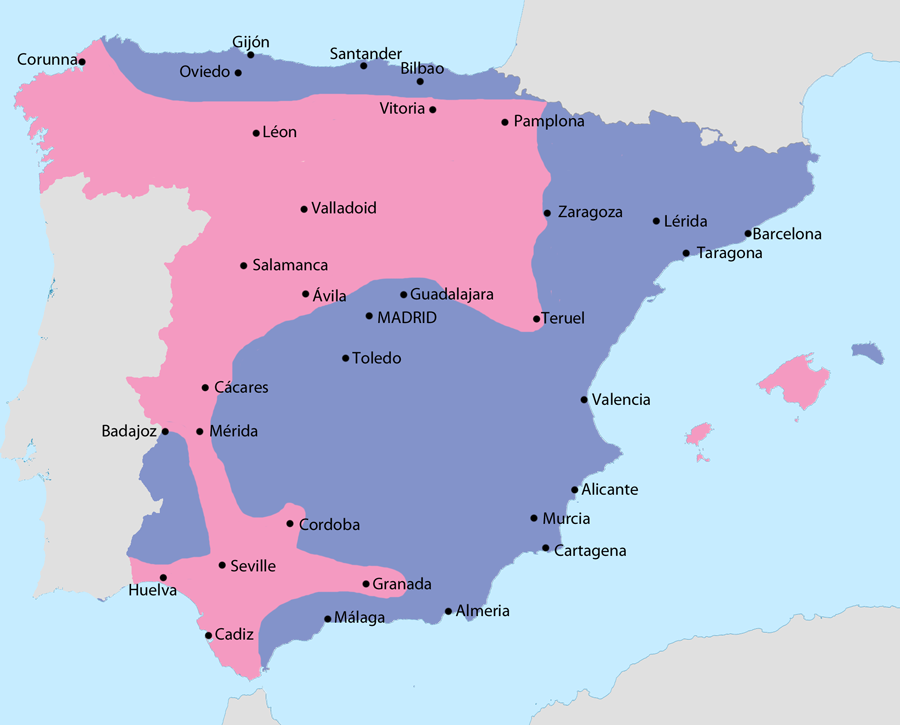
Kaart van Spanje in september 1936:
Gebied onder nationalistische controle
Gebied onder republikeinse controle

De opmars van de nationalisten begon direct op de dag van de coup. De nationalistische factie bestond uit de monarchisten, de carlisten, de fascistisch georiënteerde falangisten en andere rechtse groepen uit kringen als de middenstand en industriëlen. De arbeiders bewapenden zichzelf voor zover ze nog niet bewapend waren en vormden milities samen met liberalen, socialisten, communisten, anarchisten en Baskische en Catalaanse separatisten.
Vanuit het zuiden rukten de nationalistische troepen noordwaarts op richting Madrid en via de kust naar Málaga. Deze toenmalige arbeidersstad en zijn omgeving boden felle tegenstand. Behalve een korte tegenreactie in de volkswijk Triana viel Sevilla vrijwel zonder tegenstand. In het noorden van Andalusië werden Granada en Córdoba ingenomen. De nationalisten prikten oostwaarts nog door tot in Albacete, maar daar werd de opstand teruggeslagen. Hier werd immers de voor de republikeinen vitale verbinding tussen Madrid en Valencia bedreigd. Tegelijkertijd rukte generaal Mola vanuit Pamplona westwaarts op. Pamplona was het bolwerk van de carlisten, die ijverden voor de terugkeer van de koning en 100% gekant waren tegen de regering in Madrid. Zonder noemenswaardige tegenstand vielen alle binnenlandse Castiliaanse steden in hun handen. Na een dikke week hadden de nationalisten de volledige noordelijke helft van Spanje onder controle, uitgezonderd Baskenland en de kuststreek, waar hevige strijd bleef woeden. In de noordelijk helft van het Spaanse binnenland met steden als Ávila, Soria, Segovia, Salamanca, en Palencia, waren de inwoners van oudsher vroom katholiek en het merendeel van de bevolking aldaar was de nationalisten gunstig gezind. Een kleine opsomming van de gebeurtenissen in belangrijke steden:
- In Valladolid greep generaal Saliquet de macht. Hij nam de stad in hoewel de spoorwegarbeiders de hele dag weerstand boden tegen de goed gewapende Guardia Civil, de oproerpolitie, boeren en falangisten.
- Burgos, een gemoedelijke en conservatieve stad, werd door het nieuwe bewind zonder enige tegenstand ingenomen. Er werd bijna geen schot gelost. Nadat er echter namenlijsten van linkse organisaties werden gevonden bij het politiebureau, werden diegenen die erop stonden door de nationalisten gefusilleerd.[17]
- In Zaragoza kwamen de troepen op straat bij het krieken van de dag en namen de strategische punten in, voordat de syndicaten enige weerstand konden organiseren. In de rest van Aragón konden Huesca en Jaca op dezelfde manier overgenomen worden.
- In Teruel verklaarde een kolonel in aanwezigheid van maar zeven soldaten de Staat van Oorlog. Hij verbond zich met de Guardia Civil en de oproerpolitie en nam de stad in.
- In Navarra bestond niet de minste twijfel over een nationalistische overwinning. Mola riep de Staat van oorlog uit te Pamplona met de hulp van 6000 carlistische requetes. Er waren daar slechts 1200 geweren aanwezig maar vanuit Zaragoza werden er 10 000 meer toegestuurd.
- In León verschenen 2000 mijnwerkers die wapens eisten. De gouverneur ging op deze eis in, maar eiste dat de mijnwerkers de stad direct weer verlieten, wat ook gebeurde. Daarna viel de stad in handen van de nationalisten, toen de mijnwerkers reeds ver in de richting van Madrid waren getrokken.
- In het iets meer noordelijker gelegen Oviedo gebeurde er iets gelijkaardigs: een contingent gewapende mijnwerkers verscheen ten tonele maar de plaatselijke militaire gezagvoerder Aranda stelde hen gerust, bewerende dat hij loyaal was aan de Republiek. Nadat de pas bewapende arbeiders naar Madrid trokken verklaarde de generaal de stad voor de nationalisten, waarop een deel van de arbeiders naar de stad terugkeerde en aan een langdurige maar nutteloze belegering begon. De stad zou gedurende een aantal maanden een nationalistische enclave blijven in de republikeinse zone.
- Ávila, een prachtige middeleeuwse stad, niet zo ver van Madrid en Segovia gelegen, lag ook in de nationalistische zone. In de buurt van deze steden werd een front gevormd door de anarchistische kolonel Mangada, tijdens een gevecht met de falangisten onder leiding van Onésimo Redondo, waarbij deze laatste gedood werd.
- Soria, in het centrum van Castilië, was een verzamelpunt waar vrijwel onmiddellijk een viertal nationalistische legers samenkwamen, waaronder dat van kolonel Rado. Ze werden door de plaatselijke bevolking zeer geestdriftig onthaald en als bevrijders begroet.
- Te Zamora, een stad niet ver van de Portugese grens, werd de regeringsgetrouwe liberale republikeinse generaal Caminero verslagen. Hij wilde de nationalistische legers, die voorttrokken op de weg Burgos-Madrid, in de flank aanvallen met de hulp van Asturische anarchistische mijnwerkers uit de streek van Oviedo. Caminero werd in het fort van Pamplona opgesloten.
- Toen generaal Mola de grote stad Salamanca binnenrukte, was zijn opstandelingenleger inmiddels al aangegroeid tot 40 000 mensen, zowel geregelde troepen als vrijwilligers.
- De belangrijkste Galicische steden Orense, Vigo, Santiago en La Coruña vielen bijna op één dag. Pontevedra werd ingenomen door slechts 400 falangisten en daarmee was de eerste fase van de noordelijke campagne van Mola afgerond.[18]

Dit offensief werd beschreven door Britse en vooral Duitse journalisten, die het offensief op de voet volgden. Rechtse kranten uit heel Europa namen de oorlogsverslagen over.
Een paar weken later was de toestand in de "nationalistische zone" helemaal gestabiliseerd en het leven hernam vlug zijn gewone gang. Er was geen hongersnood en de sociale hulp, de Auxilio Social, was uitgebreid en goed georganiseerd. Alles kon nu voorbereid worden voor de verovering van Madrid en het Baskenland.
In het zuidwesten, de streek van Badajoz en Huelva waar nogal wat mijnwerkers woonden die de republikeinse kant kozen, waren de gevechten heviger. Het was de bedoeling dat generaal Juan de Yagüe en zijn zuidelijk leger de nationalistische zone zou bereiken en daarbij Madrid niet rechtstreeks zou aanvallen.
In Catalonië zagen de nationalisten hun opstand mislukken. Met name de anarchisten gingen massaal in het verweer en tijdens de straatgevechten vielen vele slachtoffers. De republikeinen herpakten en organiseerden zich en gingen zelf in de tegenaanval in de richting van de nationalistische stad Zaragoza, waar een bekende officiersopleiding gevestigd was. Halverwege de twee steden stabiliseerde het front zich voor enige tijd langs de rivier Ebro. In de republikeinse zone, in feite het zuidoosten van Spanje en Madrid, kwam het leven langzamerhand ook op gang maar het kwam tot interne conflicten tussen de verschillende politieke stromingen van links in het republikeinse kamp, waarbij de anarchisten door de Moskou-getrouwe communisten bestreden werden.
In totaal zijn er gedurende de gehele burgeroorlog 13 bisschoppen, 4184 priesters, 2365 monniken en 283 nonnen vermoord in de republikeinse zone. Het platbranden van kerken, kloosters en religieuze instellingen werd beleid en de totale vernietiging van de Katholieke kerk in Spanje werd openlijk in de Catalaanse kranten aangekondigd. Overigens vermoordden Franco's nationalisten op hun beurt 16 Baskische priesters die de separatistische Baskische Nationale Partij steunden. Ook werden 20 protestantse dominees in 1936 vermoord door Franco's troepen.
In de nationalistische zone werden vele vakbondsleden en “liberale” mensen vermoord. In het stadje Huesca werden ongeveer honderd bewoners doodgeschoten. In Teruel werden 1005 mensen vermoord en in de 84 meter diepe bronnen van Caudé gegooid. In de provincie Sevilla werd door nationalistische repressie ongeveer 8000 mensen vermoord. In de nacht van 22-23 augustus werden 1200 republikeinen in de arena van Badajoz doodgeschoten door de nationalisten.
Het gebeurde voortdurend dat de republikeinen, voordat ze een plaats ontruimden, nogal wat leden van rechtse partijen en geestelijken al dan niet met hun gezin, terechtstelden. In Madrid werden er bijvoorbeeld duizenden burgers, inclusief vrouwen en kinderen, in een grote ronde betonnen put gepositioneerd en langs verschillende zijden genadeloos neergemitrailleerd. Daarna werden de lichamen, sommigen nog in leven, overgoten met petroleum en in brand gestoken. Vaak vermeld wordt het beleg van het Alcázar van de historische stad Toledo, halverwege Madrid en Sevilla. Een pro-nationalistisch regiment vestigde zich in het Alcázar Real, beschermd door zijn metersdikke muren. Onder hen waren 1100 militairen en vooral cadetten (leerlingofficieren) met vrouw en soms kinderen, maar ook 100 tot 200 linkse burgers die als gijzelaars dienden. De gevechten met de republikeinen, die regelmatig de muren probeerden te dynamiteren, duurden twee maanden. De verschansten waren totaal uitgehongerd toen de nationalistische legers hen in de herfst van 1936 konden ontzetten. Ze hadden net tevoren hun laatste paard geslacht.
Op 19 juli trad de premier af en werd vervangen door Diego Martínez Barrio. In de regering zaten alleen liberale republikeinen om vredesbesprekingen met de nationalistische opstandelingen mogelijk te maken. Op 4 september 1936 werd Largo Caballero tot premier benoemd, waarbij ook socialisten en communisten tot de regering toetraden.
Op 30 juli stuurde Mussolini twaalf bommenwerpers en twee transportvliegtuigen naar de nationalisten. Een maand na het begin van de staatsgreep had Franco al 48 Italiaanse en 41 Duitse militaire vliegtuigen tot zijn beschikking. In juli en augustus werden ongeveer 10.500 soldaten overgezet van Afrika naar Sevilla en in september werden er 9700 soldaten overgevlogen door Duitse vliegtuigen. De Duitse en Italiaanse bommenwerpers vielen de Spaanse marine aan die trouw was gebleven aan de republiek. In oktober werd de republikeinse maritieme blokkade beëindigd door de nationalisten, zodat troepen uit Spaans-Marokko per boot naar Zuid-Spanje vervoerd konden worden.
De staatsgreep lukte dus slechts ten dele. Spaans-Marokko en een aantal steden in Noord- en Zuid-Spanje vielen in handen van de nationalisten, maar in Madrid, Barcelona en andere steden mislukte de coup door arbeidersopstanden, door gewapend anti-nationalistisch verzet van de communistische en anarchistische partijen en doordat bepaalde legereenheden de linkse regering trouw bleven. Marineofficieren die de coup steunden werden vermoord door hun ondergeschikten. De marine bleef trouw aan de regering maar 98% van de marine-officieren was reeds gestorven. Een bloedige burgeroorlog brak uit tussen de republikeinen, (die werden gesteund door de Sovjet-Unie en de Comintern) en de fascisten/falangisten en monarchisten (verdeeld in carlisten en alfonsisten), onder leiding van Francisco Franco. Nadat de generaals José Sanjurjo en Emilio Mola bij vliegtuigongelukken waren omgekomen, kreeg Franco in september 1936 de leiding van de legeropstand aangeboden. Het gegeven dat alleen Franco's troepen de steun genoten van Hitler en Mussolini, speelde daarbij een rol.

## 1937
In februari 1937 rukten de nationalisten vanuit het noorden en vanuit het westen op naar Málaga. Ze werden hierbij geruggensteund door Italiaanse vrijwillige troepen. Het sterk gehavende republikeinse leger vluchtte langs de enige overgebleven vluchtroute, de kustweg, oostwaarts richting Almería via Motril, en werd daarbij van op zee fel beschoten door nationalistische schepen.
Later in het jaar deden de republikeinen moeite om grondgebieden terug te winnen, maar het bleef meestal bij een paar tientallen vierkante kilometer. Er werden grote middelen ingezet die eigenlijk meestal resulteerden in relatief kleine gebiedswinst. Voorbeelden hiervan zijn offensieven ten noordoosten van Zaragoza, Guadalajara en Brunete. De nationalisten anderzijds veroverden in 1937 de gehele noordkust, met belangrijke steden als Bilbao, Santander, en uiteindelijk in oktober de laatste stad, Gijón. Deze operatie nam een klein jaar in beslag, maar leverde de nationalisten een geweldig grote gebiedswinst op, inbegrepen de belangrijke staal- en kolenindustrieën die er gevestigd waren. In dit voordien geïsoleerde gebied leefden ook anderhalf miljoen mensen. De enige vluchtweg voor de republikeinen was de zee, maar er waren weinig zeewaardige schepen. De nationalisten konden zich vanaf nu concentreren op Madrid, Valencia en Barcelona.

### Het Volksleger

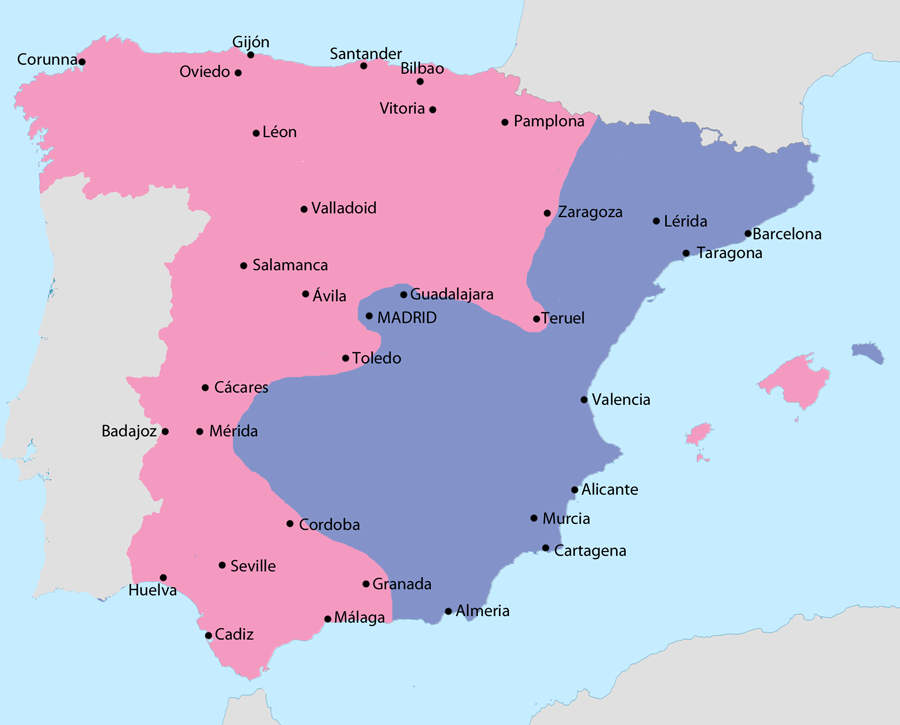
Kaart van Spanje in oktober 1937:
Gebied onder nationalistische controle.
Gebied onder republikeinse controle.

Op 9 oktober 1936 werd door de Republiek het Volksleger opgericht waarin geleidelijk alle arbeiders-, vakbonds- en partijmilities alsmede de Internationale Brigades werden opgenomen. Dit kreeg in Catalonië het laatst zijn beslag ongeveer half 1937. Hiermee werd het revolutionaire karakter van de milities en de vroegere gelijkheid (in beloning, huisvesting, aanspreektitel etc.) opgeheven en opnieuw een groot onderscheid ingevoerd tussen manschappen en officieren en werd ook de militaire groet weer ingevoerd. Mede hierdoor verminderde de (aanvankelijk grote) animo van de arbeiders om dienst te nemen en moest in 1937 de dienstplicht aan republikeinse kant ingevoerd worden. Hierdoor werd de macht van de centrale regering (of ten minste die van de centrale legerleiding) op het leger vergroot en de discipline werd sterk aangetrokken. Voorheen werden binnen de milities vaak discussies gevoerd over acties, hiërarchie, etc.; binnen het Volksleger was dit afgelopen. Aan iedere eenheid van het Volksleger was een politiek commissaris toegevoegd die de controle had op discipline en politieke betrouwbaarheid binnen de eenheid en die zich bezighield met scholing en propaganda.

### Het verdere verloop

Vlag van de Hongaarse pro-republikeinse communistische vrijwilligers in de Internationale Brigades.

Vlag van de pro-nationalistische Blauwhemden, Ierse vrijwilligers voor Francisco Franco.

Vooral in Catalonië was het verzet tegen de Spaans-nationalistische, als fascistisch beschouwde, coup naar de Spaanse macht sterk. Daar waren het in de eerste plaats de anarchisten die de legeropstand neersloegen, en gelijk een anarchistische antikapitalisme revolutie doorvoerden. Grond en productiemiddelen gingen tijdens deze Spaanse Revolutie over in handen van de kleine boeren en arbeiders, terwijl adel, Kerk en middelgrote en grote boeren en grondbezitters grote delen van hun land en boerderijen moesten verlaten en overdragen. De anarchosyndicalisten van de CNT en hun broederorganisatie FAI - zij telden anderhalf miljoen leden - wisten de hele maatschappij enkele jaren op een vrije en gelijke wijze te laten functioneren, maar hadden ernstig te lijden onder dalende export, interne chaos, tegenwerking door de centrale republikeinse regering en repressie door de NKVD-spionnen in republikeins gebied. Daarnaast leverden zij echter de meest besliste milities (bijvoorbeeld de 'Durrutti-colonne') in de strijd tegen de Spaanse nationalisten die onder leiding van Franco optrokken.
Als groepering met de meeste leden vochten de anarchisten een verbeten strijd op twee fronten uit: aan het front tegen de fascisten, en achter het front tegen de republikeinen (burgerij, staatssocialisten en -communisten), die de revolutie van de anarchisten wilden breken. Tijdens de meidagen van 1937 kwam het tot grootschalige gevechten tussen enerzijds de anarchisten en de POUM en anderzijds de gezamenlijke troepen van de Spaanse regering en de stalinistische communisten. Na de meidagen moest Caballero aftreden, omdat anders de communisten uit de ministerraad weg zouden gaan. Juan Negrín werd de nieuwe premier van republikeins Spanje.
De Volkenbond reageerde met een wapenembargo tegen Spanje, waarbij Frankrijk, Groot-Brittannië, Duitsland en Italië de opdracht kregen de Spaanse territoriale wateren te bewaken om te zorgen dat dit embargo werd nageleefd. Duitsland en Italië zagen hun kans echter schoon en begonnen de nationalisten te steunen, met wapens en troepen. Duitsland stuurde het beruchte Condorlegioen, Italië stuurde duizenden soldaten en andere vrijwilligers. De Duitse hulp moest worden terugbetaald met ijzer-, wolfraam-, antimoon- en kwikerts uit met name de Baskische regio. Toch was het Duitsland niet te doen om een snelle nationalistische overwinning. Goebbels, Duits minister van Openbare Voorlichting en Propaganda, schreef in zijn dagboek: "De burgeroorlog in Spanje moet zo lang mogelijk duren. Als de nationalisten winnen, heeft Duitsland een potentiële bondgenoot erbij. Maar als de oorlog voortduurt, zal Italië erin verstrikt raken, en zal Mussolini veel krediet verliezen bij Engeland en Frankrijk. Hij zal dan moeten terugvallen op de enige mogelijke bondgenoot die hem dan nog rest: Duitsland. Hoe dan ook, de Führer wint." Goebbels zou gelijk krijgen. In 1937 - een jaar nadat Italië zich met vrijwillige maar staatsbezoldigde troepen in het Spaanse conflict gestort had - sloten Duitsland en Italië een bondgenootschap, waarna Italië, in tegenstelling tot in 1934, de annexatie van Oostenrijk stilzwijgend toeliet en zelfs diplomatiek steunde.
De republikeinen kregen steun van Mexico, geleid door antiklerikalen en radicaal-liberalen, en eveneens van de Sovjet-Unie van Jozef Stalin. Stalin vaardigde op 28 augustus 1936 een decreet uit waarin alle uitvoer van oorlogsmateriaal naar Spanje werd verboden. Nadat bleek dat Italië en Duitsland de nationalistische troepen steunden, besloot Stalin in eind september 1936 om militaire steun te verlenen aan de republiek. De eerste specialisten en militair materieel uit de Sovjet-Unie kwamen op 4 oktober 1936 aan in Spanje. Deze hulp diende echter wel betaald te worden met het goud uit de Spaanse staatsbank. Meer dan de helft van de Spaanse goudreserve werd naar Odessa in de Sovjet-Unie gestuurd. De verzonden goudreserve had een geschatte waarde tussen de 400 miljoen en 700 miljoen Amerikaanse dollar en dat was meer dan de Sovjetsteun tijdens de gehele burgeroorlog aan de republikeinen. Toen het goudtransport bekend werd, stortte de waarde van de peseta in. Tussen november en december 1936 verloor de peseta de helft van zijn waarde.
Groot-Brittannië en Frankrijk durfden hierin niet te interveniëren, uit angst voor represailles van generaal Franco en diens vijand, het republikeinse regime, wat invloed konden hebben op hun economie (zoals de mogelijkheid tot nationalisatie van de Britse belangen in de Spaanse kwikmijnen). De Britse regering werd ook zwaar onder druk gezet door de Amerikaanse ambassadeur Joseph Kennedy om neutraal te blijven. Vele Britten als Winston Churchill neigden naar de kant van Franco, terwijl Frankrijk onder Léon Blum de Republiek en de linkse Spaanse partijen prefereerde.
Mexico stuurde wel enige steun, terwijl de Sovjet-Unie soldaten, vliegtuigen en tanks stuurde. De Sovjets stuurden echter ook NKVD-agenten, die zich met name tegen de anarchisten en de POUM (een trotskistisch-marxistische partij die de revolutie van de anarchisten gunstig gezind was) richtten. Vanaf herfst 1936 begonnen de communisten de republikeinse politie en veiligheidsdiensten te infiltreren en na de reorganisatie van alle veiligheidsdiensten op 9 augustus 1937 tot de SID (de Servicio de Investigación Militar) stond deze gedurende de eerste acht maanden van haar bestaan geheel onder controle van de NKVD (onder leiding van Aleksandr Orlov). De meest gevreesde sectie van de SID was de Speciale Brigade die de ondervragingen uitvoerde. De SID maakte hoofdzakelijk gebruik van geheime gevangenissen die niet onderdeden in gruwelijkheden voor die in toenmalig Rusland. De communistische partij had in het voorjaar 1936 ongeveer 38 000 leden, maar tijdens de burgeroorlog groeide het ledenaantal van de Spaanse Communistische Partij enorm. Dankzij het monopolie op Russische militaire steun en de communistische verzet tegen de revolutie van de anarchisten steeg het ledental van de Spaanse Communistische Partij naar ongeveer 200 000 in december 1936. In maart 1937 was het ledental gegroeid tot ongeveer 300 000 leden. In deze periode moest men lid zijn van de communistische partij om op hoge posities in het leger te komen. In sommige gebieden kregen alleen communistische gewonden medische hulp. Wapens en munitie uit de Sovjet-Unie werden alleen gegeven aan troepen die geleid werden door communistische officieren. De communisten waren dankzij het bezetten van administratieve sleutelfuncties binnen het republikeinse bestuur zeer succesvol geweest in het verwerven van een hoge mate van controle over de regering, de bureaucratie en het systeem van openbare orde. Dit terwijl ze politiek gezien slechts marginaal aanwezig waren met twee kleine ministeries. Het protest tegen de communistische macht groeide dan ook voortdurend, met name in het leger.
Ook kreeg de republikeinse regering steun van de Internationale Brigades, een mengsel van communisten, anarchisten, schrijvers, dichters en avonturiers, die en masse naar Spanje trokken om mee te vechten in de "internationale strijd tegen het fascisme" en voor de idealen van de proletarische revolutie.
Op 26 april 1937 bombardeerden Duitse en Italiaanse vliegtuigen het kleine plaatsje Guernica in Baskenland, waar zich drie dagen eerder een Baskische brigade gelegerd had die aan Republikeinse zijde vocht. De nationalisten beweerden dat Baskische terroristen achter de verwoestingen zaten. Later zou Hermann Göring toegeven dat hij zijn nieuwe Luftwaffe wilde uitproberen. Pablo Picasso getuigde van het Bombardement op Guernica in het meesterwerk Guernica.
De frontlinie schoof lange tijd heen en weer. Madrid werd ingesloten en belegerd, maar weerstond alle nationalistische aanvallen keer op keer. De republikeinen behaalden overwinningen, zoals de slag bij Guadalajara, maar de nationalisten knabbelden stukje bij beetje steeds meer land van de republikeinen weg. Ze verbonden hun noordelijke en zuidelijke deel door een corridor langs de Portugese grens te veroveren, en zetten toen een opmars naar het oosten in.

## 1938

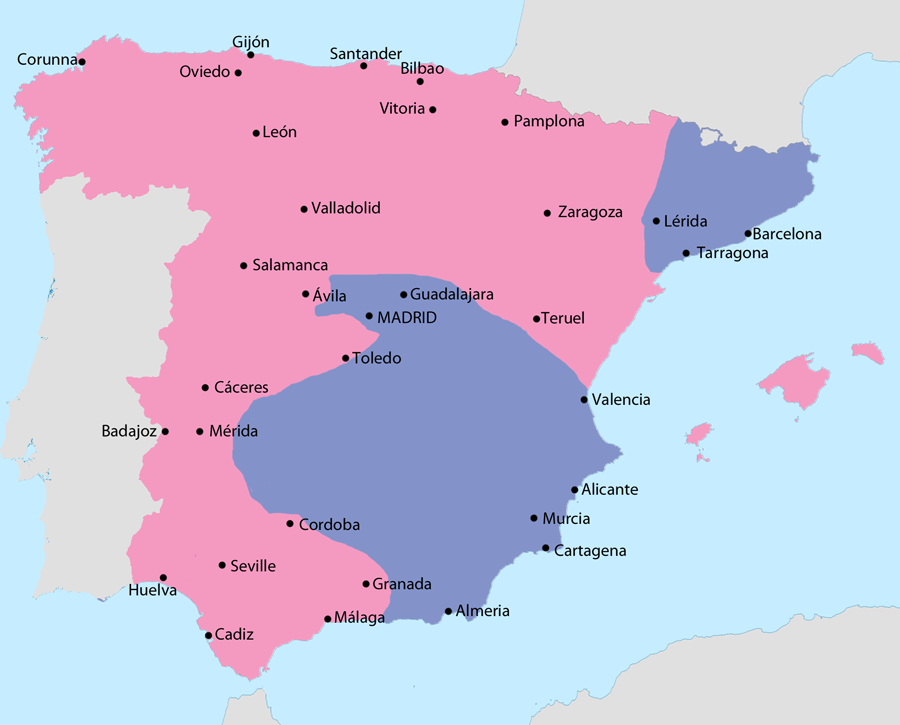
Kaart van Spanje in juli 1938:
Gebied onder nationalistische controle.
Gebied onder republikeinse controle.

Na de Anschluss in 1938 versterkt de Duitse Luftwaffe de ingezette onderdelen met enkele eskaders van de luchtmacht van het geannexeerdere  Oostenrijk: toestellen van het Fliegerregiment 1 (Wenen) en Fliegerregment 2 (Graz).
De slag bij Teruel was een belangrijke confrontatie tussen de nationalisten en republikeinen in 1938. De republikeinen veroverden de stad Teruel in januari 1938, waarna Franco een offensief begon om de stad te heroveren. Op 22 februari 1938 werd de stad heroverd door de nationalisten onder andere dankzij Duitse en Italiaanse luchtsteun. Op 7 maart 1938 begonnen de nationalisten het Aragon-offensief met als doel om de republikeinse zone in twee delen te splitsen, zodat de centrale front en Catalonië van elkaar gescheiden werden. Op 14 april bereikten de nationalisten de Middellandse Zee en daarmee was de republikeinse zone in tweeën gesplitst. Na dit offensief wilden de republikeinen vrede sluiten met Franco, maar Franco eiste een complete onvoorwaardelijke overgave. In juli trokken de nationalisten zuidwaarts vanuit Teruel richting Valencia, maar de nationalistische troepen werden tegengehouden dankzij de XYZ-linie. De XYZ-linie bestond uit een stelsel van vestingwerken ter verdediging van Valencia, dat toentertijd fungeerde als regeringszetel van de republikeinse regering. De republikeinen begonnen op 24 juli 1938 de slag bij de Ebro om de nationalistische druk op Valencia te verminderen. In eerste instantie was de republikeinse actie een succes, maar uiteindelijk stokte de republikeinse opmars op 26 november.
Na het Verdrag van München keerde de Sovjet-Unie zich af van het conflict in Spanje, dit vooral door de extreem passieve houding van Frankrijk en het Verenigd Koninkrijk. Zij gaven in het Verdrag immers Hitler de toestemming tot de annexatie van Sudetenland, in een poging tot vrede tegen elke prijs. De hulp van de Sovjet-Unie aan de sterk verliezende Republikeinse zijde werd vervolgens geleidelijk minder waardoor het republikeinse leger haar tekorten niet kon aanvullen. Stalin zou na het einde van de burgeroorlog tijdelijk een niet-aanvalsverdrag met Duitsland in de vorm van het Molotov-Ribbentroppact sluiten.
De nationalisten begonnen acht dagen voor het nieuwe jaar de invasie van Catalonië.

## Einde van de burgeroorlog

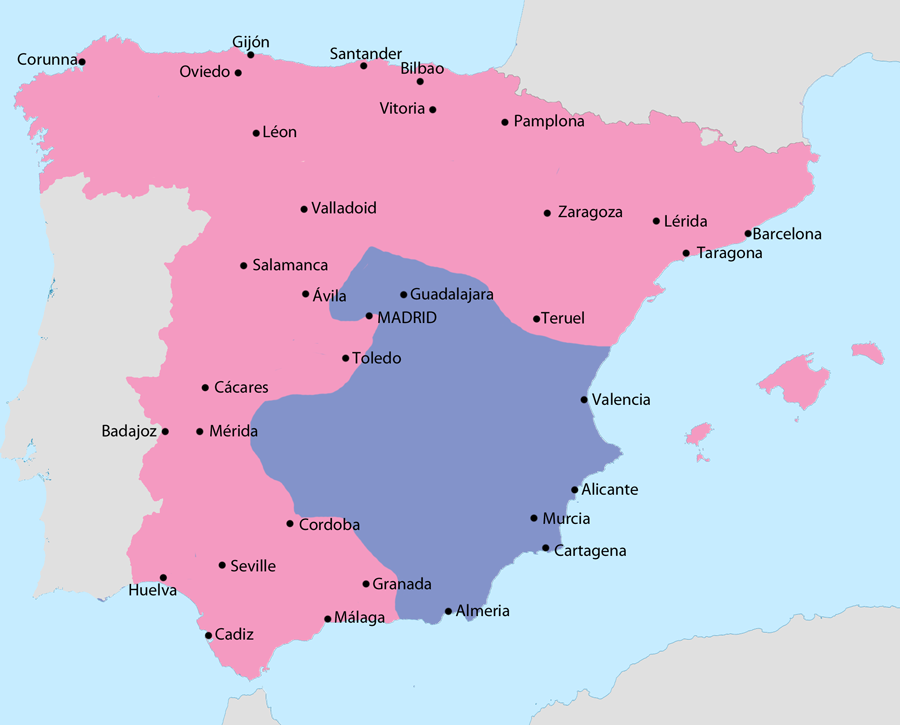
Kaart van Spanje in februari 1939
Gebied onder nationalistische controle
Gebied onder republikeinse controle

In januari 1939 viel Barcelona en de republikeinse weerstand stortte in. Tienduizenden mensen vluchtten de Pyreneeën over. Binnen de eerste vijf dagen na de inname van Barcelona werden door de nationalisten al ongeveer 10 000 mensen zonder proces geëxecuteerd. De vluchtelingen die richting de Franse grens vluchten, werden beschoten door de Duitse luchtmacht. Na de inname van Barcelona probeerden de nationalisten alle boeken te verbranden die door de katholieke kerk verboden waren. De nationalistische regering verbood het communiceren in de Catalaanse taal. Op 27 februari 1939 erkenden Frankrijk en Groot-Brittannië het Franco-regime als de wettelijke regering van Spanje.
Er kwam steeds meer steun in de republikeinse zone om direct vrede te sluiten met de nationalisten, nadat Catalonië was veroverd door de nationalisten. Franco eiste een volledige overgave van de republikeinen, wat werd afgewezen door Negrín. Kolonel Segismundo Casado begon een staatsgreep te organiseren tegen de republikeinse regering van Negrín, want Casado geloofde dat hijzelf een betere onderhandelingspositie kon zorgen als de communisten uit de regering en de militaire leiding werden gezet. Casado maakte een verbond met UGT-leden, CNT-leden, socialisten en liberalen. Casado werd ook gesteund door een aantal legeronderdelen die uit opportunistische redenen waren aangesloten bij de communistische partij. De groep rond Casado was woedend over de vervolgingen van liberalen, anarchisten en socialisten door de communisten. Zij verdachten de communistische leiders ervan om te pleiten voor voortzetting van de oorlog, terwijl de communisten in het geheim plannen aan het beramen waren om zelf weg te vluchten uit Spanje. Zij waren bang dat de communisten hun eigen vlucht regelden en die van hun tegenstanders zouden tegenhouden. De anarchist Cipriano Mera, generaal José Miaja en socialistische professor Julian Besteiro werden lid van de Verdedigingsraad onder leiding van Casado. De Verdedigingsraad nam contact op met Franco voor vredesonderhandelingen.
Op 6 maart 1939 om middernacht spraken de republikeinse coupplegers via de radio de bevolking toe dat zij een staatsgreep waren begonnen tegen Negrín. De troepen van Casado gingen verschillende gebouwen in Madrid bezetten. Een aantal communistische legereenheden loyaal aan Negrín vielen op 7 maart het centrum van Madrid binnen. De communisten belegerden de gebouwen waarin de coupplegers zaten. De anarchisten onder leiding van Mera vielen de communisten aan. Op 9 en 10 maart wisten de troepen van Casado de communisten van bepaalde pleinen en ministeries te verdrijven. Op 11 maart begonnen er gesprekken tussen de twee strijdende republikeinse kampen. Op 12 maart gaven de communisten hun strijd op. De gevechten tussen de twee groepen republikeinen hadden ongeveer 2000 doden tot gevolg. Bij de onderhandelingen tussen Casado en Franco werd afgesproken dat het republikeinse leger zou capituleren op 25 maart. Franco gaf de toezegging dat de republikeinen die wilden vluchten een paar dagen de tijd kregen om het land te ontvluchten. Op 26 maart begon Franco de mars naar Madrid. Franco beweerde dat de republikeinen zich niet aan de afspraken hielden, zodat volgens hem alle afspraken vervielen, inclusief het recht op vertrek naar het buitenland.
Eind maart werd Madrid binnengetrokken en in april 1939 claimden de nationalisten de overwinning. Na de nationalistische overwinning schreef paus Pius XII aan Franco: “Wij verheffen ons hart tot God en danken uwe excellentie oprecht voor de overwinning van katholiek Spanje.” De Italiaanse minister van Buitenlandse Zaken – en tevens de schoonzoon van Mussolini – Galeazzo Ciano noemde de inname van Madrid door Franco “een formidabele overwinning voor het fascisme en wellicht de grootste tot dusver.”
De nationalistische overwinning kon aan een aantal factoren worden toegeschreven:
- De nationalistische verovering van de belangrijkste graanproducerende gebieden van Spanje tijdens de coup van 1936;
- Het feit dat de nationalisten de economie en voedselvoorziening vrij snel redelijk normaal konden laten functioneren. De republikeinen slaagden hier minder in en beheersten minder graanproducerende gebieden; hierdoor heerste al snel honger aan republikeinse zijde;
- De nationalisten genoten meer en consistentere buitenlandse steun dan de republikeinen. Met name de Duitse luchtbrug waarmee troepen van Marokko naar Spanje werden overgevlogen, was instrumentaal;
- De nationalisten hadden de beschikking over meer professionele troepen, daar het leger conservatief was en over het algemeen aan de kant van de nationalisten stond. De officieren van de marine die voor de nationalisten kozen werden door muitende bemanningsleden vermoord, maar de marine was hiermee ook direct leiderloos;
- De republikeinen kampten met interne verdeeldheid, in zodanige mate dat bijna van een burgeroorlog binnen een burgeroorlog kan worden gesproken.

Grote zuiveringen volgden; duizenden mannen die in de Republikeinse legers hadden gevochten, werden in de daaropvolgende jaren geëxecuteerd. Vanaf 1939 tot 1975 was Spanje een dictatuur onder Franco.
Voor Duitsland (en Italië in mindere mate) was deze oorlog een testgebied voor de latere Tweede Wereldoorlog. Tijdens de opmars van de nationalisten door Aragon in de lente van 1938 werden een aantal dorpen en steden gebombardeerd door het Condorlegioen, waarna er foto’s werden gemaakt door Duitse officieren om de schade en de bompatronen vast te stellen ter verbetering van het bombarderen van dorpen en steden.
De historicus Antony Beevor schatte dat het aantal dodelijke slachtoffers van Franco na de burgeroorlog boven de 200 000. In Franco-Spanje werden er ongeveer 190 gevangenkampen opgezet, waar tussen 367 000 en een half miljoen gevangenen waren geïnterneerd. Volgens de officiële cijfers van het nationalistische regime waren er 270 719 politieke gevangenen in het begin van 1940. In 1941 werden 12 043 kinderen bij hun republikeinse ouders weggehaald en gegeven aan weeshuizen, katholieke instituten en nationalistische echtparen.

## Doodsoorzaken door de burgeroorlog
W. Blockmans geeft de volgende doodsoorzaken aan beide zijden aan:
| Partij        | Vermoord tijdens de Burgeroorlog | Gesneuveld bij de vijandelijk-heden | Executies en lynch-partijen | Burgers omgekomen door militaire operaties | Burgers en militairen omgekomen door ziekte | Totaal  |
| ------------- | -------------------------------- | ----------------------------------- | --------------------------- | ------------------------------------------ | ------------------------------------------- | ------- |
| Nationalisten | 6000                             | 75 000                              | 70 000                      | 5000                                       | 90 000                                      | 246 000 |
| Republikeinen | 10 000                           | 77 000                              | 60 000                      | 10 000                                     | 230 000                                     | 387 000 |
| Totaal        | 16 000                           | 152 000                             | 130 000                     | 15 000                                     | 320 000                                     | 633 000 |

Tot nu toe worden nog steeds 114 000 republikeinen vermist, waar de onderzoeksrechter Garzon onderzoek naar probeert te doen.

## De etnische diversiteit in de republikeinse en nationalistische legers
Het republikeinse leger bestond deels uit vrijwilligers uit alle delen van Europa. Deze vrijwilligers stonden ook wel bekend als de 'Internationale Brigades'. In het republikeinse leger dienden 10 000 Fransen, 5000 Duitsers en Oostenrijkers, 5000 Polen en Oekraïners, 3200 Italianen, 3000 Amerikanen, 2000 Britten, 1800 Tsjechen, 1800 Canadezen, 1800 Hongaren en 1800 Scandinaviërs. Daarnaast werkten 10 000 buitenlandse artsen en ingenieurs in het republikeinse leger.
Andere bronnen gaan uit van een maximale omvang van 35 000 vrijwilligers, afkomstig uit bijna alle Europese landen, Amerika, Afrika en zelfs China en India. Naar schatting 700 Nederlanders en 2400 Belgen hebben als vrijwilliger gediend in de Internationale Brigades.
Aan de andere kant vochten er tienduizenden strijders van verschillende nationaliteiten aan de kant van Franco: tienduizenden Italianen van de Corpo Truppe Volontarie (gestuurd door Mussolini), de Duitsers van het Legioen Condor, maar ook duizenden Ierse, Russische en verschillende Oost-Europese vrijwilligers vochten tegen de Spaanse Republiek. Niet minder belangrijk waren 75 000-100 000 Marokkanen die als eerste-linie-stormtroepen werden ingezet en samen met het Spaanse Vreemdelingenlegioen behoorden tot de effectiefste militaire eenheden van het leger van Franco.

## Nasleep

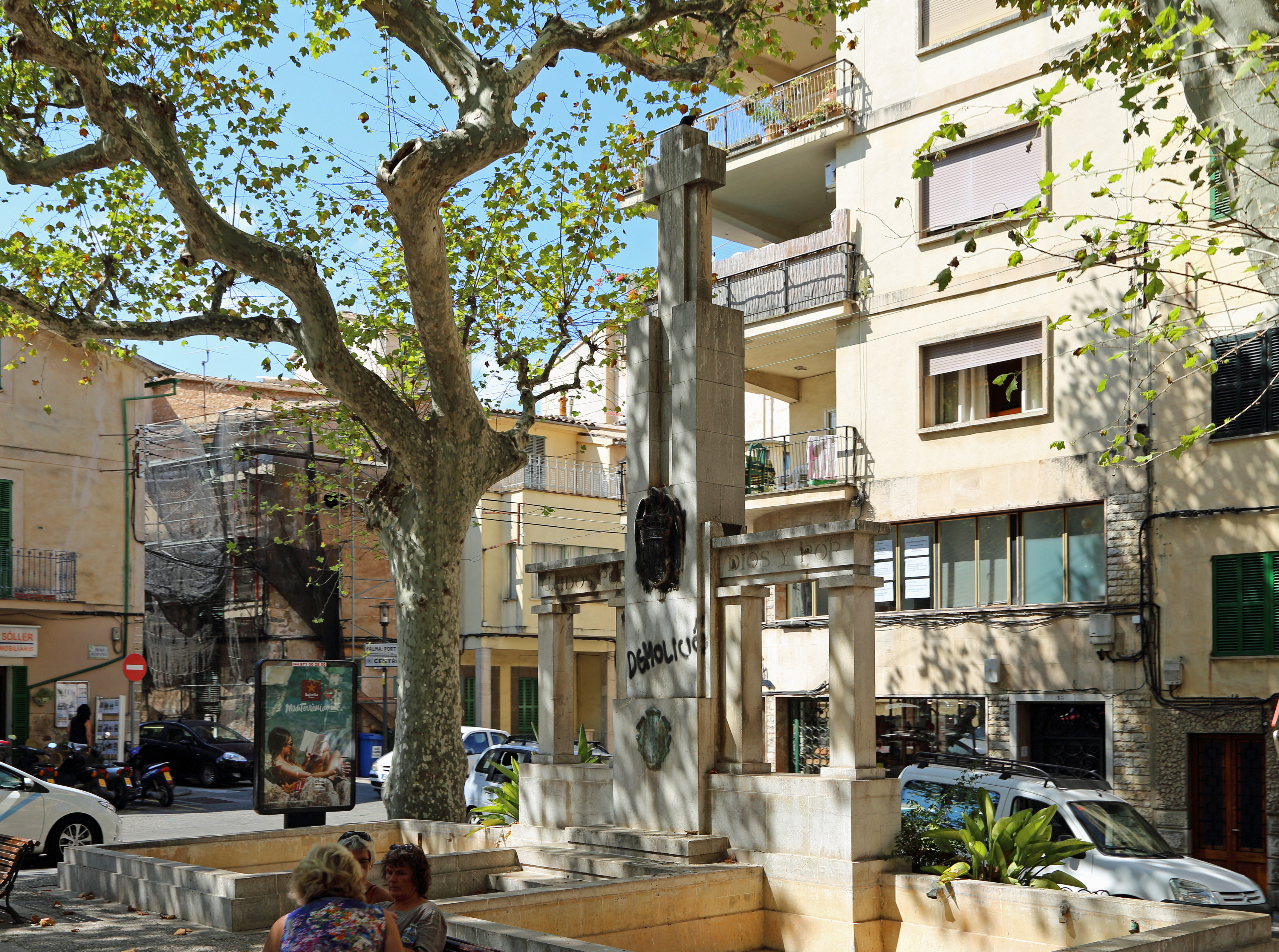
Franquistisch herdenkingsmonument (1940) voor de gevallenen tijdens de burgeroorlog, op de Plaça d'Espanya in Sóller (Majorca). Het centraal geplaatste franquistische wapenschild met de arend als schilddrager is met verf beklad.

Na de burgeroorlog werden de privileges van de Katholieke Kerk hersteld. Alle bestaande burgerlijke huwelijken werden ongeldig verklaard, waarna de burgerlijk getrouwde echtparen voor de kerk moesten trouwen om een geldig huwelijk te hebben. Echtscheiding werd afgeschaft. Onderwijs kwam onder controle van de kerk. De kerk besloot wat gecensureerd werd op cultureel en literair gebied. Ook kreeg de kerk een hoge belastingvrije subsidie van het regime. Vrouwen mochten niet buitenshuis werken met uitzondering van vrijwilligerswerk bij bepaalde organisaties. Franco verbood daarnaast ook de openbare godsdienstuitoefening van protestanten.
Tijdens de besprekingen met de Duitsers in juli 1940 maakte Franco duidelijk dat hij de asmogendheden zou steunen in ruil voor geld, wapens en het gebied bestaande uit Marokko, Oran, de Sahara tot de twintigste breedtecirkel, en het kustgebied Guinea tot de Niger-delta. Hitler was tegen, omdat het gebied aan de Italianen was toebedeeld. Het enige concrete dat Duitsland aan Spanje kon beloven was Tanger dat Spanje reeds bezet had, en Gibraltar dat weliswaar een belangrijk punt was voor Spanje maar niet voldoende. Bovendien kon hij ook geen Frans gebied aan Spanje beloven omdat hij de medewerking van Vichy-Frankrijk nodig had; als hij zomaar Frans gebied aan Spanje zou beloven of toewijzen, zouden de Franse kolonieen wellicht en masse overlopen naar De Gaulle en de geallieerden. Aan de andere kant kampte Spanje nog met de nasleep van de burgeroorlog in de vorm van verwoesting en een tot 1941 aanhoudende hongersnood, en was eigenlijk helemaal niet klaar voor (nog een) oorlog. Persoonlijk mochten de impulsieve Hitler en voorzichtige Franco elkaar ook niet. Daarom deed Franco uiteindelijk niet mee met de oorlogen van de asmogendheden. Wel werden de Spaanse territoriale wateren ter beschikking gesteld aan nazi-Duitsland en Italië. In het begin van de Tweede Wereldoorlog maakten de Duitse en Italiaanse troepen gebruik van luchtmachtbasissen en onderzeeërbasissen in Spanje. In Cádiz en Vigo had de Duitse marine haar basissen. Franco gaf in 1941 toestemming tot de vorming van de Blauwe divisie in de Duitse Wehrmacht, die bestond uit Spaanse vrijwilligers. De divisie werd in 1943 teruggehaald. Vanaf 1943 stelde Franco zichzelf neutraal op in de Tweede Wereldoorlog in plaats van de eerder verkondigde "non-belligerentie". Met het keren van de kansen in het voordeel van de geallieerden, haastte Franco zich, zich van de Asmogendheden te distancieren en zich als een acceptabele partner voor met name de westelijke geallieerden te presenteren. De Sovjet-unie was ervoor om Franco af te zetten, maar het toenemen van het wantrouwen tussen de Sovjet-unie en de westelijke geallieerden gecombineerd met de strategische ligging van Spanje speelden Franco in de kaart.
Sinds 1975 is de Spaanse troon weer bezet door koning Juan Carlos, de kleinzoon van Alfons XIII (Franco had aanvankelijk de staatsvorm van nationalistisch Spanje in het midden gelaten, omdat Alfons XIII voor een meerderheid van de nationalistische fracties geen optie meer was en later gekozen voor een "monarchie zonder koning"; tot Franco's dood zou de troon dan ook vacant blijven). Belangrijk om te weten is dat Juan Carlos de eed als koning aflegde door te zweren op de wetten van de Movimiento Nacional, opvolger van de franquistische Falange, en de Bijbel. De continuïteit tussen Franco-Spanje en het koninkrijk werd zodoende vastgelegd.
De linkse regering Zapatero heeft op 31 oktober 2007 de Wet van Historische Herinnering aangenomen, waarmee alle symbolen die verwijzen naar de dictatuur van Franco uit het straatbeeld en het openbare leven worden gebannen. Aan het wetsvoorstel is enkele jaren gewerkt. Hierdoor moeten lokale overheden alle verwijzingen naar Franco, die regeerde van 1939 tot 1975, verwijderen. De Spaanse regering is daarnaast van plan om de rijksarchieven uit de Franco-periode voor iedereen toegankelijk te maken.

## De burgeroorlog in jaartallen
- 1931 Koning Alfons XIII ontvlucht het land. Uitroeping van de republiek.
- 1934 Linkse gewapende opstand in diverse delen van Spanje, het hevigst in Asturië, 1500 slachtoffers waarbij 1100 doden bij de rebellen. Catalonië roept de onafhankelijkheid uit.
- Februari 1936 Parlementsverkiezingen; Volksfront en Nationaal Front krijgen 34,3% en 33,2% van het electoraat. De rest blijft thuis of kiest een splinterpartij. Vorming van een Volksfrontregering.
- 13 juli 1936 Moord op de parlementaire monarchistische conservatieve leider José Calvo Sotelo.
- 17 juli 1936 Een groep generaals (onder wie Francisco Franco) onder leiding van de generaals Jósé Sanjurjo en Emilio Mola, begint een opstand tegen de Volksfrontregering. Een nationalistisch en een republikeins territorium ontstaan. Hitler en Mussolini steunen de nationalisten, Stalin de Republiek. De grootmachten stichten een non-interventiecommissie. De enigen die zich aan de daar gemaakte afspraken houden zijn Groot-Brittannië, Frankrijk en de Verenigde Staten.
- 20 juli 1936 De nationalistische leider generaal José Sanjurjo komt om bij een vliegtuigongeluk.
- 21 juli - 27 september 1936 Het beleg van het Alcázar van Toledo.
- Oktober 1936 Franco krijgt de absolute macht bij de nationalisten.
- November 1936 Eerste slag om Madrid. Internationale Brigades betreden het strijdtoneel. Het bloedbad van Paracuellos.

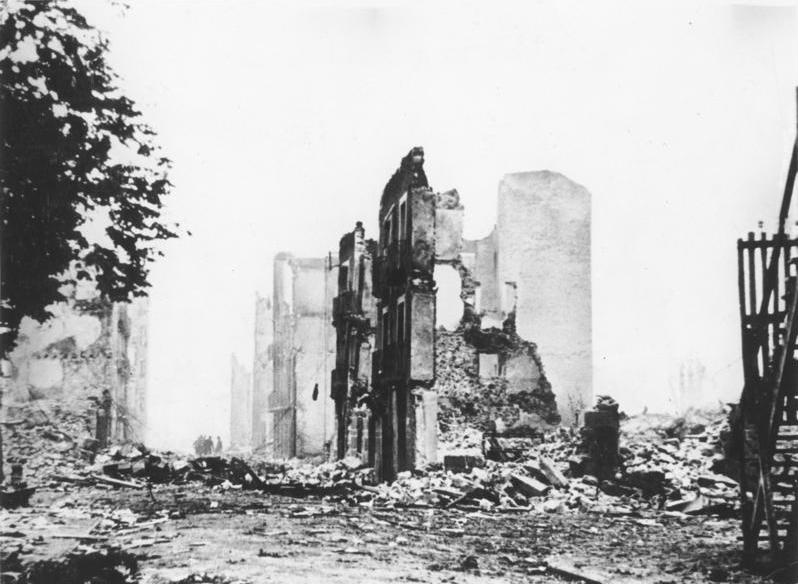
Ruïnes van Guernica

- 26 april 1937 Namens de nationalisten bombarderen Duitse vliegtuigen Guernica, waar enkele dagen tevoren Baskische Republikeinen troepen verzameld hadden.
- Mei 1937 Op communistisch initiatief worden revolutionaire socialisten en anarchisten in Barcelona met geweld buitenspel gezet. Premier Francisco Largo Caballero wordt afgedankt omdat hij zich tegen de communistische invloed verzet. Zijn opvolger is Juan Negrín.
- 20 juni 1937 Moord op Andrés Nin in opdracht van Stalin.
- 30 januari 1938 Franco vormt de eerste formele nationalistische regering en de Wet voor het Centrale Bestuur van de Staat wordt opgesteld.
- 12 maart 1938 Frankrijk heft na bezoek van Juan Negrín aan Parijs het embargo tegen Republikeins Spanje op.
- 15 april 1938 De nationalisten nemen de kustplaats Vinaroz in. Hierdoor wordt Catalonië gescheiden van het resterende zuidelijke deel van Republikeins Spanje.
- mei 1938 Vredesinitiatief (13 punten-plan) door Juan Negrín, wordt afgewezen door Franco.
- september 1938 Terugtrekking van het front van de Internationale Brigades door Stalin.
- 28 oktober 1938 Afscheidsparade van de Internationale Brigades in Barcelona voor de republikeinse regering.
- november 1938 De Internationale Brigades verlaten Spanje.
- 27 februari 1939 Erkenning van Franco door het Verenigd Koninkrijk en Frankrijk.
- 5 maart 1939 In republikeins Madrid wordt een tegenregering opgezet, de Nationale Verdedigingsraad.
- 6 maart 1939 Juan Negrín vlucht met de rest van de Republikeinse regering per vliegtuig naar Frankrijk.
- 7-12 maart 1939 Interne gevechten tussen troepen van de Nationale Verdedigingsraad en de communisten in Madrid. (2000 doden)
- 27 maart 1939 Franquistisch Spanje treedt toe tot het Anti-Cominternpact.
- 28 maart 1939 De nationalisten trekken Madrid binnen, algemene ineenstorting van het republikeins verzet.
- 1 april 1939 Einde van de burgeroorlog. Erkenning van Franco door de Verenigde Staten.
- 400 000 republikeinen vluchten naar het buitenland en er volgt een grote zuiveringsactie. Hoeveel republikeinen nog na de burgeroorlog zijn vermoord is omstreden, vermoedelijk meer dan 100 000. Het totale aantal doden van de burgeroorlog inclusief nasleep is ongeveer 500 000.
- 1975 Met de dood van Franco eindigt diens dictatuur.

## Veldslagen (chronologisch)
- Beleg van het Alcázar van Toledo (21 juli t/m 28 september 1936)
- Republikeinse inval van Majorca (16 augustus 1936)
- Eerste slag om Madrid (7-23 november 1936)
- Tweede slag om Madrid (13 december 1936 t/m 15 januari 1937)
- Slag om Malaga (17 januari t/m 6 februari 1937)
- Slag bij de Jarama (6-24 februari 1937)
- Slag bij Guadalajara (15-18 maart 1937)
- Slag bij Bilbao (31 maart - 18 juni 1937)
- Slag bij Segovia (31 mei 1937)
- Slag bij Brunette (6-26 juli 1937)
- Slag bij Santander (14-25 augustus 1937)
- Slag bij Zaragoza (24 augustus t/m eind september 1937)
- Slag bij Gijon (1 september - 21 oktober 1937)
- Slag bij Teruel (15 december 1937 - 20 februari 1938)
- Slag bij de Ebro (24 juli - 18 november 1938)

## De belangrijkste betrokkenen: nationalisten en republikeinen

### Nationalisten
- Generaal Francisco Franco
- Generaal Emilio Mola
- Generaal Gonzalo Queipo de Llano
- Kolonel Milán Astray
- Generaal José Sanjurjo
- José Antonio Primo de Rivera (oprichter van Falange)
- Generaal Juan de Yagüe (falangist)
- Ramiro Ledesma Ramos (falangist; oprichter JONS)
- Falange (Falange Española Tradicionalista y de las Juntas de Ofensiva Nacional Sindicalista)
- JONS (Juntas de Ofensiva Nacional Sindicalista; corporatistisch fascistisch)
- Auxilio Social (falangistische vrouwenorganisatie)
- CEDA (Spaanse Confederatie van Autonome Rechtse Partijen)
- Comunión Tradicionalista (Carlisten)
- Alfonsisten (aanhangers van vroegere koning Alfons XIII van Spanje)
- Partido Agrario (vooral Castiliaanse landeigenaren)
- Lliga Catalana (vooral ontevreden middenstand en industriëlen)

### Republikeinen
- Manuel Azaña (president van Spanje 1936-1939; linkse republikein)
- Juan Negrin (premier van Spanje 1937-1939; socialist)
- Francisco Largo Caballero (premier 1936-1937; socialist)
- Indalecio Prieto (gematigde socialist)
- Generaal José Miaja (opperbevelhebber van republikeinse leger)
- Kolonel Segismundo Casado (bevelhebber van Midden-Spanje; commandant van Madrid)
- Buenaventura Durruti (anarchistisch leider van CNT)
- Juan García Oliver (anarchistisch leider van CNT)
- Francisco Ascaso (anarchistisch leider van CNT)
- Julian Besteiro (gematigde socialist)
- Diego Martínez Barrio (gematigde republikein; meerdere malen interim-president van Spanje)
- José Giral Pereira (links-republikein)
- Santiago Casares Quiroga (Galicische Autonome Partij)
- Manuel Portela Valladares (rechts-republikein)
- Izquierda Republicana (Links-Republikeinse Partij)
- Republikeinse Unie (gematigde republikeinen)
- CNT (anarcho-syndicalistische vakbond)
- FAI (anarchistische voorhoede-beweging)
- PSOE (Spaanse Socialistische Partij)
- PCE (Communistische Partij van Spanje)
- UGT (gematigde socialistische vakbond; tijdens de dictatuur van Miguel Primo de Rivera de enige toegestane vakbond)
- POUM (linkscommunistische partij)
- Internationale Brigades (eenheid van buitenlandse vrijwilligers)

### Catalonië (republikeinen)
- Lluís Companys (Voorzitter van Catalaanse Esquerra-partij; president van autonoom Catalonië)
- Andrés Nin (medeoprichter van trotskistische POUM)
- Joaquin Maurin (medeoprichter van POUM)
- Juan Garcia Oliver (leider van anarchistische CNT)
- Buenaventura Durruti (leider van anarchistische CNT)
- Josep Dencas (leider Estat Català; semifascistisch)
- Esquerra Republicana de Catalunya (liberaal-separatistische Catalaanse partij)
- PSUC (Catalaanse Socialistische Unie Partij; links-socialistisch, communistisch)
- Estat Català (oorspronkelijk links-nationalistisch en separatistisch, voor de Spaanse Burgeroorlog eerder zelfs fascistisch getint)

### Baskenland (republikeinen)
- José Aguirre (voorzitter van separatistische Baskische PNV; president van het autonome Baskenland)